# Ponggang
Ponggang is een bestuurslaag in het regentschap Subang van de provincie West-Java, Indonesië. Ponggang telt 4063 inwoners (volkstelling 2010).